# غزوة الأبواء
مَعرَكة الأبوَاء أو غزوة وَدَّان هي أول غزوة خاضها الرسول محمد ﷺ، وكانت في شهر صفر سنة 2 هـ وقد نتج عنها أنه عقد عقدا وحلفا مع بني ضمرة من كنانة ولهذا لم يحصل بهذه الغزوة قتال.

## تاريخها ومكانها
وقعت يوم 12 صفر - 2 هـ بعد سنة من وصول رسول الله إلى المدينة في منطقة يقال لها ودان (بفتح الواو وتشديد الدال) موضع يبعد عن المدينة 250 كلم وكذلك تسمى الأبواء وهو وادي بالحجاز به قبر آمنة أم رسول الله ﷺ.

## هدف الغزوة
الاستكشاف والتعرف على الطرق المحيطة بالمدينة، والمسالك المؤدية إلى مكة، عقد المعاهدات مع القبائل التي مساكنها على هذه الطرق، إشعار مشركي يثرب ويهودها وأعراب البادية الضاربين حولها بأن المسلمين أقوياء وأن حالهم تغير من عدم رد العدوان إلى رد العدوان، وفيه إنذارُ قريشَ علها تشعر بتفاقم الخطر على اقتصادها وأسباب معايشها فتجنح إلى السلم، وتمتنع عن إرادة قتال المسلمين في عقر دارهم، وعن الصد عن سبيل الله، وعن تعذيب المستضعفين من المؤمنين في مكة، حتى يصير المسلمون أحراراً في إبلاغ رسالة الله في ربوع شبه الجزيرة العربية.

## أحداثها
خرج الرسول محمد  بنفسه حتى بلغ وَدَّان [  أو الأبواء]  فوادع بني ضمرة بن بكر بن عبد مناة بن كنانة مع سيدهم عمارة بن مخشي الضمري الكناني ثم كر راجعا إلى المدينة ولم يلق حربا وكان استخلف عليها سعد بن عبادة بعث حمزة بن عبد المطلب ثم بعث عمه حمزة في ثلاثين راكبا من المهاجرين ليس فيهم أنصاري إلى سيف البحر فالتقى بأبي جهل بن هشام وركب معه زهاء ثلاثمائة فحال بينهم مجدي بن عمرو الجهني لأنه كان موادعا للفريقين وبعث عبيدة بن الحارث بن المطلب في ربيع الآخر في ستين أو ثمانين راكبا من المهاجرين أيضا إلى ماء بالحجاز بأسفل ثنية المرة فلقوا جمعا عظيما من قريش عليهم عكرمة بن أبي جهل وقيل بل كان عليهم مكرز بن حفص فلم يكن بينهم قتال إلا أن سعد بن أبي وقاص رشق المشركين يومئذ بسهم فكان أول سهم رمي به في سبيل الله وفر يومئذ من الكفار إلى المسلمين المقداد بن عمرو الكندي وعتبة بن غزوان ما فكان هذان البعثان أول راية عقدها محمد ولكن اختلف في أيهما كان أول وقيل إنهما كانا في السنة الأولى من الهجرة وهو قول ابن جرير الطبري.
أول المعارك التي خرج فيها بنفسه غزوة ودان، قال زين العابدين بن الحسين بن عليّ: «كنا نعلم مغازي رسول الله كما نعلم السور من القرآن»، وعن إسماعيل بن محمد بن سعد بن أبي وقاص كان أبي يعلمنا المغازي والسرايا ويقول: يا بني إنها شرف آبائكم فلا تضيعوا ذكرها.
فأول غزوة خرج فيها (ودان) وهي قرية جامعة من أعمال الفرع، وبعضهم يسميها غزوة الأبواء، فمنهم من أضافها إلى ودان ومنهم من أضافها إلى الأبواء لأنهما متقاربان في وادي الفرع بينهما ستة أميال، خرج رسول الله إليها في صفر على رأس اثني عشر شهرا من الهجرة - يونيو سنة 623 م - يريد عيرا لقريش وبني ضمرة، وقيل: لم يكن مريدا لهم بل مريدا للعير التي لقريش فلما لقي بني ضمرة عقد بينه وبينهم صلحا وكان خروجه في ستين راكبا ليس فيهم أنصاري فلم يدرك العير التي أراد، وكان لواؤه أبيض وكان مع عمه حمزة واستخلف على المدينة سعد بن عبادة، وكانت غيبته خمس عشرة ليلة.

## عقد الحلف مع بني ضمرة من كنانة
كانت المصالحة بينه وبين بني ضمرة على أنهم لا يغزونه ولا يكثرون عليه جمعا ولا يعينون عليه عدوا وأن لهم النصر على من رامهم بسوء وأنه إذا دعاهم لنصر أجابوه وعقد ذلك معهم سيدهم مخشي بن عمرو الضمري الكناني وكتب بينهم كتابا فيه:
| غزوة الأبواء | بسم الله الرحمن الرحيم هذا كتاب محمد رسول الله لبني ضمرة بأنهم آمنون على أموالهم وأنفسهم وأن لهم النصر على من رامهم بسوء بشرط أن يحاربوا في دين الله ما بل بحر صوفة وأن النبي إذا دعاهم لنصر أجابوه، عليهم بذلك ذمة الله ورسوله | غزوة الأبواء |